# Pulsano
Pulsano – miejscowość i gmina we Włoszech, w regionie Apulia, w prowincji Tarent.
Według danych na rok 2004 gminę zamieszkiwało 10 081 osób, 560,1 os./km².